# 国家级海洋公园
国家级海洋公园，是中国国家海洋局设立的海洋特别保护区中的一种类型，自2011年批准建立，特点为兼顾海洋生态保护以及滨海旅游业的发展。目前，全国共设立了48个国家级海洋公园。

## 第一批（7）
2011年5月批准设立。
- 广东海陵岛国家级海洋公园
- 广东特呈岛国家级海洋公园
- 广西钦州茅尾海国家级海洋公园
- 福建厦门国家级海洋公园
- 江苏连云港海洲湾国家级海洋公园
- 山东刘公岛国家级海洋公园
- 山东日照国家级海洋公园

## 第二批（12）
2012年12月批准设立。
- 山东大乳山国家级海洋公园
- 山东长岛国家级海洋公园
- 江苏小洋口国家级海洋公园
- 浙江洞头国家级海洋公园
- 福建福瑶列岛国家级海洋公园
- 福建长乐国家级海洋公园
- 福建湄洲岛国家级海洋公园
- 福建城洲岛国家级海洋公园
- 广东雷州乌石国家级海洋公园
- 广西涠洲岛珊瑚礁国家级海洋公园
- 江苏海门蛎岈山国家级海洋公园（由海门蛎岈山国家级海洋特别保护区更名）
- 浙江渔山列岛国家级海洋公园（由浙江渔山列岛国家级海洋特别保护区加挂）

## 第三批（11）
2014年4月批准设立。
- 辽宁盘锦鸳鸯沟国家级海洋公园（2016年12月调整范围，更名为辽河口红海滩国家级海洋公园）
- 辽宁绥中碣石国家级海洋公园
- 辽宁觉华岛国家级海洋公园
- 辽宁大连长山群岛国家级海洋公园
- 辽宁大连金石滩国家级海洋公园
- 山东青岛西海岸国家级海洋公园
- 山东烟台山国家级海洋公园
- 山东蓬莱国家级海洋公园
- 山东招远砂质黄金海岸国家级海洋公园
- 山东威海海西头国家级海洋公园
- 广东南澳青澳湾国家级海洋公园

## 第四批（3）
2014年12月批准设立。
- 辽宁团山国家级海洋公园
- 福建崇武国家级海洋公园
- 浙江嵊泗国家级海洋公园

## 第五批（9）
2016年8月批准设立。
- 辽宁大连仙浴湾国家级海洋公园
- 辽宁大连星海湾国家级海洋公园
- 山东烟台莱山国家级海洋公园
- 山东青岛胶州湾国家级海洋公园
- 福建平潭综合实验区海坛湾国家级海洋公园
- 广东阳西月亮湾国家级海洋公园
- 广东红海湾遮浪半岛国家级海洋公园
- 海南万宁老爷海国家级海洋公园
- 海南昌江棋子湾国家级海洋公园

## 第六批（6）
2016年12月批准设立。
- 辽宁凌海大凌河口国家级海洋公园
- 河北北戴河国家级海洋公园
- 浙江宁波象山花岙岛国家级海洋公园
- 浙江玉环国家级海洋公园
- 辽宁锦州大笔架山国家级海洋公园（由锦州大笔架山国家级海洋特别保护区加挂）
- 浙江普陀国家级海洋公园（由浙江普陀中街山列岛国家级海洋特别保护区加挂）